# Internazionali d'Italia 2001 - Qualificazioni doppio maschile
Le qualificazioni del doppio maschile degli Internazionali d'Italia 2001 sono state un torneo di tennis preliminare per accedere alla fase finale della manifestazione. I vincitori dell'ultimo turno sono entrati di diritto nel tabellone principale. In caso di ritiro di uno o più giocatori aventi diritto a questi sono subentrati i lucky loser, ossia i giocatori che hanno perso nell'ultimo turno ma che avevano una classifica più alta rispetto agli altri partecipanti che avevano comunque perso nel turno finale.
Le qualificazioni del doppio del torneo Internazionali d'Italia 2001 prevedevano 8 coppie partecipanti di cui 2 sono entrate nel tabellone principale.

## Teste di serie
1. Tomáš Cibulec /  Leoš Friedl (primo turno)
2. Mariano Hood /  Sebastián Prieto (ultimo turno)

1. Albert Portas /  German Puentes-Alcaniz (ultimo turno)
2. Simon Aspelin /  Marc-Kevin Goellner (Qualificati)

## Qualificati
1. Juan Carlos Ferrero /  Andreas Vinciguerra

1. Simon Aspelin /  Marc-Kevin Goellner

## Tabellone

### Legenda
| - Q = Qualificato - WC = Wild card - LL = Lucky loser | - ALT = Alternate - SE = Special Exempt - PR = Protected Ranking | - w/o = Walkover - r = Ritirato - d = Squalificato |

### Sezione 1
|  | Primo turno | Primo turno                             | Primo turno                          | Primo turno | Primo turno |  |  | Ultimo turno | Ultimo turno                            | Ultimo turno                            | Ultimo turno | Ultimo turno |  |
|  |             |                                         |                                      |             |             |  |  |              |                                         |                                         |              |              |  |
|  |             | Juan Carlos Ferrero Andreas Vinciguerra | 6                                    | 4           | 7           |  |  |              |                                         |                                         |              |              |  |
|  | 1           | Tomáš Cibulec Leoš Friedl               | 4                                    | 6           | 6           |  |  |              | Juan Carlos Ferrero Andreas Vinciguerra | Juan Carlos Ferrero Andreas Vinciguerra | 6            | 7            |  |
|  | 3           | Albert Portas German Puentes-Alcaniz    | Albert Portas German Puentes-Alcaniz | 7           | 5           |  |  | 3            | Albert Portas German Puentes-Alcaniz    | Albert Portas German Puentes-Alcaniz    | 2            | 63           |  |
|  |             | Nicolas Kiefer Rainer Schüttler         | Nicolas Kiefer Rainer Schüttler      | 5           | 2r          |  |  |              |                                         |                                         |              |              |  |

### Sezione 2
|  | Primo turno | Primo turno                       | Primo turno                       | Primo turno | Primo turno |  |  | Ultimo turno | Ultimo turno                      | Ultimo turno                      | Ultimo turno | Ultimo turno |  |
|  |             |                                   |                                   |             |             |  |  |              |                                   |                                   |              |              |  |
|  | 2           | Mariano Hood Sebastián Prieto     | 68                                | 6           | 6           |  |  |              |                                   |                                   |              |              |  |
|  |             | Karim Alami Nicolas Escudé        | 7                                 | 1           | 3           |  |  | 2            | Mariano Hood Sebastián Prieto     | Mariano Hood Sebastián Prieto     | 3            | 4            |  |
|  | 4           | Simon Aspelin Marc-Kevin Goellner | Simon Aspelin Marc-Kevin Goellner | 6           | 7           |  |  | 4            | Simon Aspelin Marc-Kevin Goellner | Simon Aspelin Marc-Kevin Goellner | 6            | 6            |  |
|  |             | Massimo Bertolini Cristian Brandi | Massimo Bertolini Cristian Brandi | 3           | 5           |  |  |              |                                   |                                   |              |              |  |